# Søren Weiss
Søren Weiss Abildholt (f. Weiss Hansen den 22. oktober 1922 i Ribe, død 22. marts 2001) var en dansk skuespiller, der blev uddannet fra Det kongelige Teater i 1946, men blev allerede i 1940 færdiguddannet som balletdanser. Bortset fra et par korte afstikkere til et par provins-teatre – herunder Odense Teater – har Weiss altid været knyttet til teatret på Kongens Nytorv. Blandt de mange stykker han har medvirket i kan nævnes Erasmus Montanus, Den politiske kandestøber og Genboerne. Han har desuden iscenesat en række forestillinger, såsom Ung vrede og operaen Cavalleria Rusticana. Han har også været lærer på Operaakademiet. I tv har han medvirket i serierne En by i provinsen og Bryggeren og nåede tillige at få roller i godt og vel en håndfuld spillefilm.

## Filmografi
- Ebberød Bank – 1943
- Kristinus Bergman – 1948
- Café Paradis – 1950
- Alt dette og Island med – 1951
- Een blandt mange – 1961
- Tænk på et tal – 1969